# Фёдорова, Светлана Васильевна
Светла́на Васи́льевна Фёдорова (род. 1953) — российская журналистка, лауреат премии «Золотое перо России». Заслуженный работник культуры Российской Федерации.

## Биография
Родилась в 1953 году в Омске.
Окончила Уральский государственный университет.

Сотрудничала с:
- газетами:
  - «Вечерний Омск»,
  - «Омский вестник»;
- журналом:
  - «Деловая среда».

## Публикации
Основная тематика публикаций Светланы Федоровой: культура, история, религия.
Она — автор нескольких книг;
- в том числе — об Успенском соборе.

## Общественная деятельность
Светлана Васильевна — член жюри конкурса «Сибирь — территория надежд» (самый крупный из региональных конкурсов России.).

## Награды
- 2007 год — лауреат творческого конкурса среди журналистов «Омская культура — территория созидания» в номинации «Печатное слово».

Также, Светлана Васильевна — лауреат премий:
Лауреатом в номинации «Печатное слово»
- 2009 год — «Журналист Сибири»
- 2009 год — «Золотое перо России»

Она — Заслуженный работник культуры Российской Федерации.